# Persone di cognome Cole
| Questa pagina contiene informazioni ricavate automaticamente dalle voci biografiche con l'ausilio del template Bio e di un bot. L'aggiornamento è periodico e automatico e ricostruisce completamente la pagina. Se manca una persona in questa lista, sei pregato di non aggiungerla, ma accertati piuttosto che la sua voce biografica contenga il template Bio e che i dati anagrafici siano correttamente compilati. Se il template Bio manca, inseriscilo tu stesso o, in alternativa, metti l'avviso {{tmp\|Bio}} che ne segnala la mancanza. Se i dati riportati sono sbagliati, correggi direttamente la voce biografica; le modifiche saranno visibili in questa lista entro pochi giorni. Per chiarimenti vedi il progetto antroponimi. La lista contiene solo le 90 persone che sono citate nell'enciclopedia e per le quali è stato implementato correttamente il template Bio. Pagina aggiornata al 23 apr 2025. |

Questa è una lista di persone presenti nell'enciclopedia che hanno il cognome Cole, suddivise per attività principale.

## Allenatori di calcio(3)
- Andy Cole, allenatore di calcio e ex calciatore inglese (Nottingham, n. 1971)
- Ashley Cole, allenatore di calcio, dirigente sportivo e ex calciatore inglese (Stepney, n. 1980)
- Joe Cole, allenatore di calcio e ex calciatore inglese (Londra, n. 1981)

## Allenatrici di pallavolo(1)
- Madelyn Cole, allenatrice di pallavolo e ex pallavolista statunitense (Dallas, n. 1997)

## Artigiani(1)
- Humphrey Cole, artigiano inglese (n. 1530 - † 1591)

## Attori(10)
- Bradley Cole, attore statunitense (Contea di Los Angeles, n. 1959)
- Dennis Cole, attore statunitense (Detroit, n. 1940 - Fort Lauderdale, † 2009)
- Deon Cole, attore, comico e sceneggiatore statunitense (Chicago, n. 1972)
- Finn Cole, attore britannico (Kingston upon Thames, n. 1995)
- Gary Cole, attore statunitense (Park Ridge, n. 1956)
- George Cole, attore inglese (Tooting, n. 1925 - Reading, † 2015)
- Joe Cole, attore britannico (Londra, n. 1988)
- Michael Cole, attore statunitense (Madison, n. 1940 - Los Angeles, † 2024)
- Steven Cole, attore britannico (Liverpool, n. 1982)
- Tosin Cole, attore britannico (Florida, n. 1992)

## Attrici(10)
- Elizabeth Ashley, attrice statunitense (Ocala, n. 1939)
- Christina Cole, attrice britannica (Londra, n. 1982)
- Kay Cole, attrice, ballerina e coreografa statunitense (Miami, n. 1948)
- Lily Cole, attrice e modella inglese (Torquay, n. 1987)
- Olivia Cole, attrice statunitense (Memphis, n. 1942 - San Miguel de Allende, † 2018)
- Shelly Cole, attrice statunitense (n. 1975)
- Stephanie Cole, attrice britannica (Solihull, n. 1941)
- Taylor Cole, attrice e modella statunitense (Arlington, n. 1984)
- Tina Cole, attrice statunitense (Hollywood, n. 1943)
- Kim Hunter, attrice statunitense (Detroit, n. 1922 - New York, † 2002)

## Batteristi(1)
- Cozy Cole, batterista statunitense (East Orange, n. 1909 - Columbus, † 1981)

## Bobbisti(1)
- John Cole, bobbista statunitense (Utica, n. 1929 - † 1993)

## Calciatori(6)
- Albert Cole, ex calciatore sierraleonese (Freetown, n. 1981)
- Allan Cole, ex calciatore e allenatore di calcio giamaicano (Kingston, n. 1950)
- Devante Cole, calciatore inglese (Alderley Edge, n. 1995)
- Duncan Cole, calciatore neozelandese (Inghilterra, n. 1958 - Auckland, † 2014)
- Larnell Cole, calciatore inglese (Manchester, n. 1993)
- Shannon Cole, ex calciatore australiano (Sydney, n. 1984)

## Canottieri(1)
- Warren Cole, canottiere neozelandese (Palmerston North, n. 1940 - Hamilton, † 2019)

## Cantanti(6)
- P. P. Arnold, cantante statunitense (Los Angeles, n. 1946)
- Freddy Cole, cantante e pianista statunitense (Chicago, n. 1931 - Atlanta, † 2020)
- Holly Cole, cantante canadese (Halifax, n. 1963)
- Keyshia Cole, cantante statunitense (Oakland, n. 1981)
- Natalie Cole, cantante statunitense (Los Angeles, n. 1950 - Los Angeles, † 2015)
- Paula Cole, cantante statunitense (Rockport, n. 1968)

## Cantautori(1)
- Lloyd Cole, cantautore britannico (Buxton, n. 1961)

## Cestiste(1)
- Connie Cole, ex cestista statunitense (Texas, n. 1968)

## Cestisti(2)
- Ken Cole, ex cestista e allenatore di pallacanestro australiano (Sydney, n. 1943)
- Frank Cole, cestista britannico (Birmingham, n. 1912 - Solihull, † 1995)

## Chitarristi(1)
- B. J. Cole, chitarrista britannico (Enfield Town, n. 1946)

## Contralti(1)
- Belle Cole, contralto statunitense (New York - Londra, † 1905)

## Criminali(1)
- Theodore Cole, criminale statunitense (Pittsburg, n. 1893 - San Francisco, † 1937)

## Designer(1)
- Henry Cole, designer e imprenditore inglese (Bath, n. 1808 - Londra, † 1882)

## Dirigenti sportivi(1)
- Gary Cole, dirigente sportivo, allenatore di calcio e ex calciatore australiano (Londra, n. 1956)

## Economisti(1)
- George Douglas Howard Cole, economista, politologo e storico britannico (Cambridge, n. 1889 - Londra, † 1959)

## Fotografi(1)
- Charlie Cole, fotografo statunitense (Bonham, n. 1955 - Bali, † 2019)

## Genealogisti(1)
- Alexander Colin Cole, genealogista inglese (Surrey, n. 1922 - † 2001)

## Generali(1)
- Galbraith Lowry Cole, generale e politico britannico (Dublino, n. 1772 - Heckfield, † 1842)

## Giocatori di baseball(1)
- Gerrit Cole, giocatore di baseball statunitense (Newport Beach, n. 1990)

## Giocatori di football americano(8)
- Audie Cole, giocatore di football americano statunitense (Monroe, n. 1989)
- Justin Cole, giocatore di football americano statunitense (Pasadena, n. 1987)
- Marquice Cole, ex giocatore di football americano statunitense (Hazel Crest, n. 1983)
- Mason Cole, giocatore di football americano statunitense (Chicago, n. 1996)
- Myles Cole, giocatore di football americano statunitense (Shreveport, n. 2000)
- Qwynnterrio Cole, giocatore di football americano statunitense (Memphis, n. 1999)
- Robin Cole, ex giocatore di football americano statunitense (Los Angeles, n. 1955)
- Trent Cole, giocatore di football americano statunitense (Xenia, n. 1982)

## Hockeisti su ghiaccio(2)
- Brad Cole, hockeista su ghiaccio canadese (Brandon, n. 1986)
- Erik Cole, ex hockeista su ghiaccio statunitense (Oswego, n. 1978)

## Imprenditori(1)
- Richard Cole, imprenditore britannico (Kensal Green, n. 1946 - † 2021)

## Medici(1)
- Rebecca Cole, medico statunitense (Filadelfia, n. 1846 - Filadelfia, † 1922)

## Militari(2)
- Adrian Cole, militare australiano (Glen Iris, n. 1895 - Melbourne, † 1966)
- Robert G. Cole, militare statunitense (San Antonio, n. 1915 - Best, † 1944)

## Modelle(1)
- Kyla Cole, modella, attrice e conduttrice televisiva slovacca (Prešov, n. 1978)

## Pallanuotisti(1)
- Stan Cole, pallanuotista statunitense (Dover, n. 1945 - Encinitas, † 2018)

## Pallavoliste(1)
- Shonda Cole, ex pallavolista statunitense (Kings Mountain, n. 1985)

## Pittori(2)
- Alphaeus Philemon Cole, pittore, incisore e supercentenario statunitense (Jersey City, n. 1876 - New York, † 1988)
- Thomas Cole, pittore inglese (Bolton, n. 1801 - Catskill, † 1848)

## Politici(1)
- Tom Cole, politico statunitense (Shreveport, n. 1949)

## Produttori discografici(1)
- David Cole, produttore discografico statunitense

## Psicologi(1)
- Michael Cole, psicologo statunitense (Los Angeles, n. 1938)

## Rapper(1)
- J. Cole, rapper e produttore discografico statunitense (Francoforte sul Meno, n. 1985)

## Registi(1)
- Nigel Cole, regista britannico (Launceston, n. 1959)

## Rugbisti a 15(1)
- Dan Cole, rugbista a 15 britannico (Leicester, n. 1987)

## Sciatori alpini(1)
- Adam Cole, ex sciatore alpino statunitense (n. 1982)

## Scrittori(1)
- Teju Cole, scrittore, fotografo e storico statunitense (Kalamazoo, n. 1975)

## Scrittrici(2)
- Kresley Cole, scrittrice statunitense
- Martina Cole, scrittrice britannica (n. 1959)

## Skater(1)
- Chris Cole, skater statunitense (Statesville, n. 1982)

## Stiliste(1)
- Harriette Cole, stilista, editrice e scrittrice statunitense (Baltimora, n. 1961)

## Stilisti(1)
- Kenneth Cole, stilista statunitense (Brooklyn, n. 1954)

## Storici(1)
- Juan Cole, storico, orientalista e opinionista statunitense (Albuquerque, n. 1952)

## Tuffatrici(1)
- Briony Cole, tuffatrice australiana (Melbourne, n. 1983)

## Velocisti(1)
- Gene Cole, velocista statunitense (New Lexington, n. 1928 - † 2018)

## Senza attività specificata(1)
- Kenneth Stewart Cole, biofisico statunitense (Ithaca, n. 1900 - La Jolla, † 1984)